# André Léonard
Pour les articles homonymes, voir André Léonard (architecte) et Léonard.
André-Joseph Léonard, également connu sous le nom d'André-Mutien Léonard, né le 6 mai 1940 à Jambes, est un archevêque émérite de l'Église catholique en Belgique.
Il est professeur de philosophie à l'université de Louvain. Nommé évêque de Namur en 1991, il adopte le nom d’André-Mutien. Choisi le 27 février 2010 comme archevêque de l'archidiocèse de Malines-Bruxelles, il est de ce fait primat de Belgique, et se fait alors appeler André-Joseph, saint Joseph étant le saint protecteur de la Belgique. À la nomination de son successeur le 6 novembre 2015, il reste pour quelques semaines administrateur apostolique de l'archidiocèse, jusqu'au 12 décembre 2015, date à laquelle il prend officiellement sa retraite. Il se retire ensuite dans le sud de la France, où il devient chapelain auxiliaire du sanctuaire de Notre-Dame du Laus.

## Biographie

### Jeunesse et formation
André Léonard naît le 6 mai 1940 à Jambes. Il est issu d'une famille catholique pratiquante, originaire du Tournaisis. Il est le dernier de quatre fils, tous devenus prêtres. Il n'a jamais connu son père, tué par un bombardement alors qu'il n'avait que 10 jours.
Il fait ses études au collège Notre-Dame de la Paix à Namur. Il entre au séminaire Léon XIII à Louvain, et y obtient une licence en philosophie. Envoyé au collège belge à Rome, il est licencié en théologie de l'Université grégorienne. Il est ordonné prêtre pour le diocèse de Namur le 19 juillet 1964.
Il retourne à Louvain et y obtient les grades de docteur en philosophie, avec une thèse sur « la foi chez Hegel », puis le grade de maître-agrégé en philosophie, pour une thèse intitulée « Commentaire littéral de la Logique de Hegel ».

### Carrière universitaire et travaux en philosophie et théologie
À l'Université catholique de Louvain, il est d'abord chargé de cours puis professeur et enfin professeur ordinaire de philosophie à l'institut supérieur de philosophie : remarquable pédagogue, il se spécialise en philosophie morale et en idéalisme allemand.
A Louvain, il était responsable des séminaristes francophones au séminaire universitaire Léon XIII ; à Louvain-la-Neuve où a été transférée l'université catholique de Louvain, tout en continuant sa tâche à l'université, il est nommé président du séminaire Saint-Paul en juillet 1978. 
En 1986, il se propose pour succéder à Édouard Massaux comme recteur de l'UCL, mais c'est un laïc, Pierre Macq, qui est choisi et qui deviendra le premier laïc à exercer cette charge . 
Il poursuit son œuvre de philosophe et de théologien. En 1987, il est nommé membre de la commission théologique internationale, organe consultatif de la Congrégation pour la doctrine de la foi.
André Léonard publie de nombreux ouvrages de théologie ou de philosophie, et poursuit ces publications après son accession au siège épiscopal de Namur. Elles représentent une des facettes de son action pastorale, par laquelle il cherche à exposer la doctrine catholique, en stricte conformité avec le magistère et en gardant apparent le fondement biblique. Ainsi, dans son ouvrage La mort et l'au-delà, paru en 2005, le prélat évoque les questions eschatologiques. Il rappelle que la mort ne fait pas partie du plan originel de Dieu. Il se montre défavorable à la thèse des limbes et rejette « la doctrine saugrenue de quelques théologiens récents selon lesquels […] nous ressusciterions au moment même de notre mort ».

## Évêque de Namur
Les journalistes rapportent que le pape Jean-Paul II avait voulu le nommer évêque de Liège à la suite de sa visite en Belgique en 1985, mais que le cardinal Godfried Danneels et les évêques de Belgique s'y étaient alors opposés : en février 1991, il le nomme quand même au siège de Namur en succession de Robert-Joseph Mathen. Il est sacré évêque et installé en son diocèse le 14 avril par le cardinal Danneels. Il adjoint alors "Mutien" à son prénom en référence à saint Mutien Marie de Malonne, canonisé en 1989. En référence aux deux provinces (Namur et Luxembourg) que couvre son diocèse, son blason comporte le pont de Jambes (près de Namur) où il est né et le cor de chasse évoquant les forêts d'Ardenne.
Il entame dès son installation une tournée pastorale systématique de son diocèse, séjournant quinze jours dans chacun des doyennés; il fera de même lors de son transfert dans l'archidiocèse de Malines-Bruxelles. Il prend part aux initiatives pour demander la régularisation des sans-papiers et en accueille dans son palais épiscopal.
En avril 2011, il est victime d'un entartage alors qu'il se rendait à l'Université catholique de Louvain-La-Neuve pour participer à un débat avec Jean Bricmont.
Usant vigoureusement de ses pouvoirs, il transformera malgré tout profondément la formation des séminaristes, abandonnant les bâtiments modernes construits par André-Marie Charue pour revenir aux anciens bâtiments tout proches de l'évêché: il y installe un séminaire international Redemptoris mater en collaboration avec la communauté du Chemin néocatéchuménal. Il agit ainsi comme l'avait fait en 1981 Jean-Marie Lustiger, proche comme lui d'Albert Chapelle, fondateur de l'institut d 'études théologiques de Bruxelles: dès sa nomination à Paris, Jean-Marie Lustiger avait retiré les séminaristes de son nouveau diocèse du séminaire des Carmes,relié à l'Institut catholique de Paris, à la théologie jugée trop critique et indépendante, pour les envoyer à l'IET de Bruxelles : comme l'écrit un de ses admirateurs, « il revient selon lui à l’évêque de confier une participation à sa charge d’enseignement, non pas à une équipe de savants unis par cooptation et plus ou moins liés à la vie du diocèse, mais à un corps organique, sacramentellement rassemblé par l’évêque ».
La création du séminaire Redemptoris mater est un exemple de la politique qui sera la sienne comme évêque puis archevêque: faire largement appel aux « communautés nouvelles », pour la plupart venues de France, où il pense trouver la nouvelle ferveur et surtout les vocations ecclésiastiques qui se font rares dans la Belgique sécularisée. Mais à partir des années 2010, la plupart de ces communautés nouvelles (à l'exception de la communauté de l'Emmanuel) révéleront leurs failles: communauté Saint-Jean (atteinte par de gravissimes abus sexuels), communauté des Béatitudes (emprise et abus sexuels), communauté du Verbe de Vie (dissoute par le cardinal de Kezel pour dérives graves), fraternités monastiques de Jérusalem (scandales d'emprise et d'abus), petites sœurs de Bethléem (nombreux faits d'emprise et d'abus spirituels), enfin fraternité des Saints Apôtres, qu'André Léonard co-fonde avec le médiatique prêtre marseillais Zanotti-Sorkine et qui sera elle aussi dissoute par le cardinal De Kezel pour sa volonté de soustraire ses séminaristes à leurs propres évêques.
Les médias sont vite frappés par sa personnalité, qui se prête très volontiers aux apparitions médiatiques, comme dans une émission de la célèbre série strip-tease. Ils le décrivent comme de tempérament fondamentalement traditionnel, ou plus exactement restaurateur, dans la ligne du pape Jean-Paul II, qui a à ses yeux « sifflé la fin de la récréation » des années post-conciliaires. Il s'inscrit ainsi dans le ligne d'un catholicisme « attestataire », qui dénote dans une Église belge qui fut à la pointe de la majorité progressiste lors du Concile Vatican II, et qui a toujours refusé une posture de refus des évolutions socio-culturelles, ; le cardinal De Kezel, lorsqu'il succédera à André Léonard, réaffirmera fermement cette orientation d'une « Église ouverte dans une société sécularisée ». De plus, les observateurs relèvent une personnalité très clivante, comme l'atteste l'affaire du séminaire de Namur dès les premières semaines de son épiscopat. De caractère fort, André Léonard est d'abord facile et aime les relations familières ; il aime l'humour caustique, et surtout aller à contre courant et provoquer - ce qui déclenche de fréquentes tempêtes médiatiques et de violentes réactions à l'intérieur de l’Église. Certains de ses collaborateurs expliquent que, malgré son goût pour les rencontres et relations très familières, il est peu sensible aux motivations, à l'expérience et aux raisons des personnes qui n'entrent pas dans ses vues, et pas davantage aux retentissements sur eux des décisions qu'il prend, parfois de façon brutale, comme il le reconnaît lui-même. Et le porte-parole de la conférence des évêques de Belgique démissionne rapidement, regrettant un « manque de confiance » de la part de l'archevêque qu'il décrit comme « un conducteur qui roule à contre-sens, mais considère que ce sont tous les autres qui ont tort ».
Mais il est apprécié par le pape Jean-Paul II et par le cardinal Ratzinger, le futur Benoît XVI, qu'il fréquente depuis qu'il a été nommé membre de la Commission théologique internationale. Ainsi, du 21 au 27 février 1999, Léonard prêche la retraite de carême pour le pape Jean-Paul II et la Curie romaine,.
Sur le plan doctrinal autant que pastoral, il est de sensibilité « traditionnelle » bien plus plus que « traditionaliste »[réf. nécessaire] : son maître à penser est le théologien suisse et cardinal Hans Urs von Balthasar. Il se veut dans la continuité du concile Vatican II et du pontificat du pape Jean-Paul II dont il estime que l'héritage « n'est pas derrière nous, mais devant nous, comme un programme ». Il collabore, avec le P. Chapelle, à la rédaction de l'encyclique Veritatis splendor, consacrée à des questions de philosophie morale. Il est proche de la ligne doctrinale et philosophique de Benoît XVI. Il a par exemple reçu le motu proprio Summorum Pontificum de ce dernier sur l'usage de la messe tridentine avec enthousiasme.

## Archevêque de Malines-Bruxelles

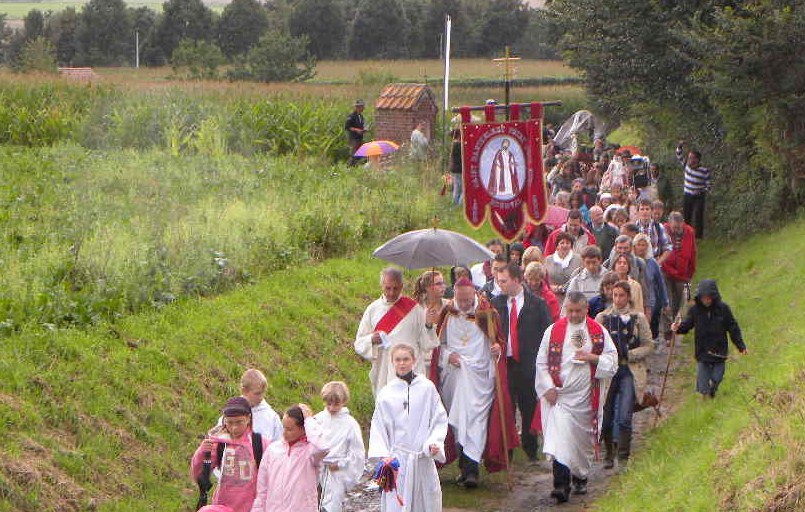
André Léonard lors du Tour de Saint Barthélemy à Bousval. Août 2011.

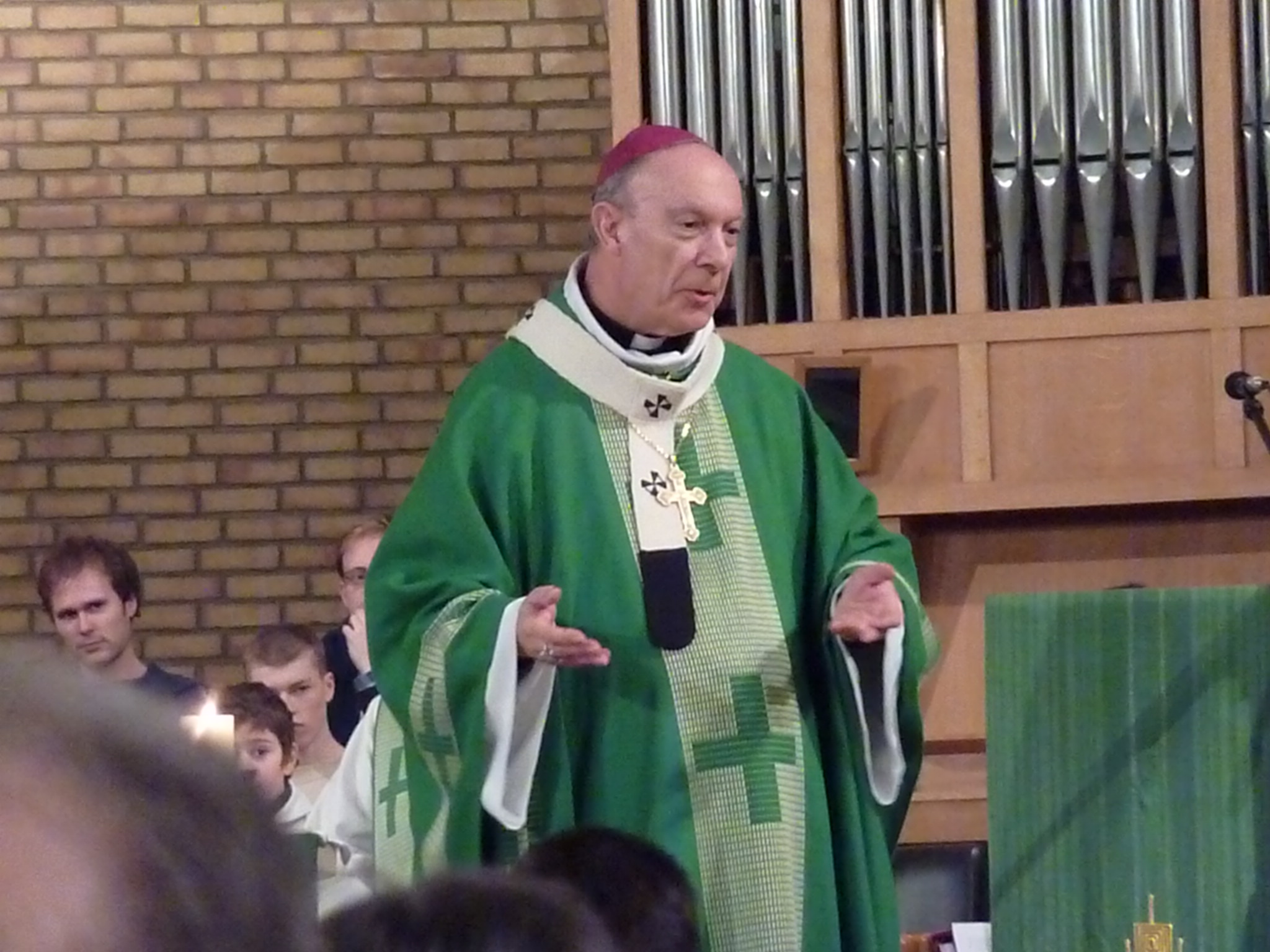
André-Joseph Léonard rend visite à la paroisse Terbank Heverlee. Février 2012.

Le 18 janvier 2010, il est nommé archevêque de Malines-Bruxelles en remplacement du cardinal Godfried Danneels qui se retire après avoir atteint la limite d'âge. L'installation à la cathédrale Saint-Rombaut de Malines a eu lieu le 27 février suivant. Il abandonne alors le prénom de Mutien, choisissant comme primat de Belgique le prénom de Joseph, saint patron de la Belgique.
Le jour même, le parti socialiste belge lui adresse en guise de bienvenue une rude mise en garde, lui enjoignant de témoigner « tolérance et respect des droits fondamentaux de chacun » et de « respecte[r] les décisions démocratiques prises par les institutions de notre pays ». La vice-Première ministre Laurette Onkelinx ajoute que, pour elle, le nouveau primat « pourrait bien remettre en cause le compromis belge ».
Le 29 juin 2010 en la solennité des saints Pierre et Paul, il reçoit des mains de Benoît XVI, le pallium d'archevêque en même temps que 37 nouveaux archevêques du monde entier qui ont été nommés depuis un an. Toutefois, en janvier 2012, Benoît XVI lui préfère nommer Julien Ries porter la barrette cardinalice plutôt que Léonard. Léonard devient le premier prélat belge à ne pas être nommé cardinal depuis la révolution belge de 1830. Certaines victimes déclarent ultérieurement que cette absence de nomination est due aux critiques vis-à-vis de sa gestion des abus sexuels au sein de son diocèse. Léonard estime que cette absence de nomination est due à ses divergences de vue avec le pape François.
Son épiscopat à Malines Bruxelles est marqué par le scandale d'abus sexuels au sein de l'Église catholique belge, conduisant à la création d'une commission d'enquête parlementaire dès 2010. Léonard déchaîne l'indignation publique en désapprouvant les poursuites à l'égard de prêtres âgés. Il est également personnellement mis en cause par certaines victimes qui l'accusent de ne pas avoir pris des mesures adéquates vis-à-vis d'un prêtre qui avait commis des abus pendant l'épiscopat de Léonard à Namur. L'émission de la VRT Godvergeten, en 2023, révèle toutefois qu'André Léonard, en tant qu'archevêque, a réagi dans l'affaire Roger Vangheluwe, menaçant de demander à Rome à le limoger si Vangheluwe ne démissionnait pas.
En octobre 2013, il est la cible d'un entartage pendant une rencontre européenne des jeunes actifs catholiques au collège Saint-Michel à Bruxelles.
André Léonard ayant présenté sa démission le jour de ses 75 ans, le 6 mai 2015, son successeur, Joseph De Kesel est nommé quelques mois plus tard, le 6 novembre, par le pape François - ce qui est rare, le pape laissant en général l'évêque démissionnaire en place pendant quelques années.

## Retraite
André Léonard avait projeté de s'installer, après son éméritat, dans l'ancienne abbaye cistercienne Notre-Dame du Vivier, à Marche-les-Dames, où la Fraternité des Saints Apôtres, qu'il avait fondée le 7 avril 2013 avec Michel-Marie Zanotti-Sorkine, avait installé son séminaire ; mais le 15 juillet 2016, Jozef De Kesel dissout cette société apostolique. André Léonard quitte alors la Belgique et se retire en France dans les Hautes Alpes où il devient chapelain auxiliaire du sanctuaire de Notre-Dame du Laus.
En avril 2022, il est victime du Covid-19 ainsi que de plusieurs infarctus, ce qui l'oblige à réapprendre à marcher.

## Succession apostolique
André Léonard a ordonné les évêques suivants :
- Évêque Pierre Warin (2004)
- Évêque Jean-Luc Hudsyn (2011)
- Évêque Léon Lemmens (2011)
- Évêque Jean Kockerols (2011)
- Évêque Jean-Pierre Delville (2013)

## Prises de position

### Avortement
En 2016, il écrit dans un livre qu'il souhaite relancer le débat concernant l'avortement afin d'éviter que cela ne devienne un phénomène de société comme un autre.

### Homosexualité
En avril 2007 lors d'un entretien à l'hebdomadaire belge Télémoustique, il évoque l'« anormalité » de l'homosexualité provenant « d'un blocage rencontré au cours du développement psychologique normal »,.
Le 4 avril 2007, il précise dans un communiqué qu’il ne pensait pas avoir utilisé le terme « anormal » pour qualifier un homosexuel mais le comportement homosexuel. Le lendemain, dans un nouveau communiqué, il souligne qu'il distinguait le comportement et la personne. Confronté aux dénégations d'André Léonard, le journaliste de Télémoustique diffuse la bande-son où l’on entend l’évêque parler d’anormalité. Cet enregistrement « confirme heureusement ma position », indique André Léonard, et « Transcrire cela en disant que j’ai déclaré que les homosexuels étaient anormaux est un grave abus de langage ». Par la suite, Godfried Danneels a estimé qu'en différenciant le comportement homosexuel de la personne, André Léonard ne fait que suivre la doctrine de l'Église.
À la suite de la publication de cet article, l'association de défense des homosexuels "Tels Quels" a déposé plainte pour incitation à la discrimination. La Chambre du Conseil a prononcé un non-lieu dans cette affaire, estimant que, si ces propos peuvent apparaître blessants pour la communauté homosexuelle, ils ne sont pas une incitation à la discrimination au sens de la loi belge.
Le 23 avril 2013, alors qu'il donne une conférence à l'Université libre de Bruxelles, André Léonard est agressé par quatre membres des Femen qui l'aspergent d'eau en criant des slogans tels que « Stop Homophobia » et « Léonard y’en a marre ». L'évêque reste impassible durant l'attaque et garde une attitude de prière. Le 11 octobre il s'est de nouveau fait entarter lors d'une rencontre européenne avec Christine Boutin et de jeunes actifs catholiques.

### Sida
Dans un ouvrage d'entretiens avec Louis Mathoux paru en 2006, interrogé sur la possibilité de voir dans le sida une forme de punition divine, André Léonard répond :
« Pour ma part, je ne raisonnerais pas du tout en ces termes. Tout au plus je verrais cette épidémie une sorte de justice immanente, pas du tout une punition, un peu comme, sur le plan écologique, quand on malmène l'environnement, il finit par nous malmener à son tour. Et quand on malmène l'amour humain, peut-être finit-il par se venger, sans qu'il faille y faire intervenir une cause transcendante. »
À la suite des prises de position heurtant entre autres les victimes des prêtres abuseurs, les malades du sida, les femmes et les homosexuels, plusieurs organisations catholiques belges se sont distanciées de André Léonard et son porte-parole, Jürgen Mettepenningen, a démissionné le 31 octobre 2010 en raison d'une lettre de mise au point publiée peu avant par le primat de Belgique. Il a comparé André Léonard avec un conducteur fantôme, qui roule à contre-sens mais croit que tous les autres ont tort.

### Université catholique de Louvain
En 2010, une pétition demandant à Léonard de quitter son poste de Grand Chancelier de l’Université catholique de Louvain a été signée par 305 académiques et assimilés, membres des personnels scientifiques et administratifs (soit 5,6 % des 1 372 académiques, 2 044 scientifiques et 2 001 administratifs) en vue d’une plus grande autonomie du conseil rectoral par rapport à la hiérarchie catholique. Ce pourcentage très faible a été considérée comme un « flop » par « les supporters d'André Léonard ». La démarche ne visait par ailleurs « nullement à s’opposer aux visions parfois très personnelles de l’archevêque de Malines-Bruxelles ».

### Questions économiques et sociales
André Léonard s'exprime également régulièrement sur les questions économiques et sociales. Ainsi lors de la fête de Noël 2011, il indique sympathiser « volontiers avec les "Indignés" qui, en plusieurs endroits du monde, protestent contre les méfaits du néolibéralisme qui déferle actuellement sur la planète, engendrant chômage, exclusion, pauvreté matérielle et spirituelle, parce que l'économie de profit est idolâtrée au détriment des plus vulnérables ». Attribuant la responsabilité de la crise financière à « la recherche effrénée du rendement immédiat », il souligne que ce sont les plus faibles qui lui payent le plus lourd tribut. Il plaide pour une « économie de communion » inspirée des modèles occidentaux de protection sociale et l'apparition d'une autorité politique mondiale.

## Condamnation judiciaire
En avril 2015, André Léonard est condamné à 10 000 € d'indemnisation « pour avoir fait preuve de passivité » dans une affaire de pédophilie concernant Joël Devillet, ancien enfant de chœur d'Aubange agressé sexuellement par l'abbé Hubermont entre 1987 et 1991,.
Pour André Léonard, traduire systématiquement tous les prêtres coupables de faits de pédophilie en justice s'assimile à un acte de vengeance. Selon lui, même les victimes ne le souhaiteraient pas [sic], un jugement des prêtres pédophiles n'est pas nécessairement la réponse évidente et adéquate.
L'évêque de Namur a été condamné le 27 avril 2007 par le tribunal civil de Namur à payer au docteur Philippe Caspar la somme de 121 868 euros. Le médecin avait rédigé en 2004 divers rapports sur des questions de bioéthique, sollicités par André Léonard, sans toutefois jamais avoir été rémunéré.

## Œuvres
(liste non exhaustive)
- La foi chez Hegel, Tournai, Paris, Desclée, coll. « L'athéisme interroge », 1970, 426 p.[48].

- Commentaire littéral de la Logique de Hegel, Louvain, Éditions de l'Institut supérieur de philosophie, 1974.
- Pensées des Hommes et Foi en Jésus-Christ. Pour un discernement intellectuel chrétien, Paris, 1980, prix 1980 des « Scriptores christiani » 1980.
- Les raisons de croire, Éditions Communio Fayard, 1987.
- Foi et philosophies. Guide pour un discernement chrétien, Bruxelles, Ed. Lessius, 1991, 314 p..
- Le fondement de la morale: Essai d'éthique philosophique, Paris, Les Éditions du Cerf, 1991, 383 p..
- L'Église vous aime. Un chemin d'espérance pour les séparés, divorcés, remariés, Paris, Éd. de l'Emmanuel, 1996, 152 p. (présentation en ligne).
- Je suis le Chemin, la Vérité et la Vie, Paris, Ed. de l’Emmanuel, 1997.
- Père, que ton règne vienne, Paris, Ed. de l’Emmanuel, 1998.
- Dieu exauce-t-il nos prières?, Paris, Éd. de l'Emmanuel, 2003, 79 p..
- La mort et son au-delà, Paris, Presses de la Renaissance, 2004, 221 p..
- Pastorale et catéchèse des sacrements. Impasses et perspectives, Québec, A. Sigier, 2005, 77 p..
- Métaphysique de l’être. Essai de philosophie fondamentale, Paris, Les Éditions du Cerf, 2006, 448 p..
- Les raisons d'espérer : Court traité théologique, suivi de Voyage d'hiver, Presses de la Renaissance, 2008, 28 p..
- Ton corps pour aimer : La morale sexuelle expliquée aux jeunes, Edifa-Mame, 2009, 121 p..
- Agir en chrétien dans sa vie et dans le monde, Namur Paris, Fidélité diff. Éd. du Cerf, 2011, 118 p. (ISBN 978-2-873-56509-1)

## Ouvrages sur André Léonard
Parmi de nombres volumes d'entretiens ou de biographies, on mentionnera le volume de mélanges qui lui a été offert, et où on trouve de nombreux éléments biographiques et bibliographiques: "Montrer aux hommes le chemin qui mène au Christ". Mélanges offerts à André Léonard à l’occasion de son 80e anniversaire. Études réunies par Éric Iborra et Isabelle Isebaert. Paris, Artège Lethielleux, 2020. 670 pages.  (ISBN 978-2-249-91046-3)
- Noms de Dieux, entretien avec Edmond Blattchen, 11 février 1992, RTBF